# Talary
Talary – przysiółek w Polsce położona w województwie wielkopolskim, w powiecie gostyńskim, w gminie Piaski, w sołectwie Smogorzewo.
W okresie Wielkiego Księstwa Poznańskiego (1815-1848) miejscowość wzmiankowana jako folwark Talary należała do wsi mniejszych w ówczesnym pruskim powiecie Kröben (krobskim) w rejencji poznańskiej. Folwark Talary należał do okręgu gostyńskiego tego powiatu i stanowił część majątku Smogorzewo, którego właścicielem był wówczas (1846) Stanisław Błociszewski. Według spisu urzędowego z 1837 roku wieś liczyła 68 mieszkańców, którzy zamieszkiwali 7 dymów (domostw).
W latach 1975–1998 miejscowość położona była w województwie leszczyńskim.